# Belvosia equinoctialis
Belvosia equinoctialis är en tvåvingeart som beskrevs av Townsend 1912. Belvosia equinoctialis ingår i släktet Belvosia och familjen parasitflugor.
Artens utbredningsområde är Peru. Inga underarter finns listade i Catalogue of Life.